# رستم باقر
رستم باقر، حكم كرة قدم قطري دولي سابق.
البلد: دولة قطر
الديانة : مسلم
يعمل حاليا في المجال الرياضي العسكري
و له 3 أبناء و 6 بنات
و قد حكم في كأس الخليج 1979، وقد أدار مباراة منتخب الكويت لكرة القدم ومنتخب الإمارات لكرة القدم في 1 ابريل 1979.
شغل مناصب رياضية عده (أمين سر النادي العربي القطري) و(سكرتير عام الاتحاد القطري) و(المدير الفني الإداري الأول للمنتخب القطري  في نهائيات كأس العالم للشباب 1981)
وفي مجال التحكيم شغل رئاسة لجنة الحكام القطريه وعضوية لجنة التحكيم في  الاتحاد الآسيوي والعربي ويعتبر أول محاضر من قبل الفيفا قطري وخليجي يحاضر في قانون كرة القدم
كما ساهم في انجازات عده للنادي العربي بالفوز بالدوري القطري  وكأس أمير قطر وأيضاً للمنتخب القطري